# Bennwil
Bennwil (gsw. Bämbel) – gmina (niem. Einwohnergemeinde) w północnej Szwajcarii, w kantonie Bazylea-Okręg, w okręgu Waldenburg. 31 grudnia 2020 roku liczyła 673 mieszkańców. 